# Tetera Negra
Marmita Negra, Caldera Negra, Cazo Negro o Tetera Negra son diversas traducciones del nombre en inglés Black Kettle con las que se conoce en español al caudillo de los cheyenes llamado Mo'ohtavetoo'o en idioma cheyene. En 1861, junto con Oso Flaco y Antílope Blanco, firmó junto a los arapahoe el Tratado de Fort Wise con los Estados Unidos. En 1863 visitaron Washington D. C., y recibieron una bandera estadounidense en señal de amistad. Sin embargo, en 1864 fue atacado por las tropas de Chivington en la masacre de Sand Creek y el 15 de octubre de 1865 firmó el nuevo tratado de Little Arkansas River. En el invierno de 1868 fue masacrado junto con otros 103 cheyennes en un campamento de invierno en el río Washita por el séptimo de caballería del general George Armstrong Custer.
La Pradera Nacional Black Kettle, área protegida entre Oklahoma y Texas, recibe su nombre en su honor.